# Albertus Frederik Johannes Klijn

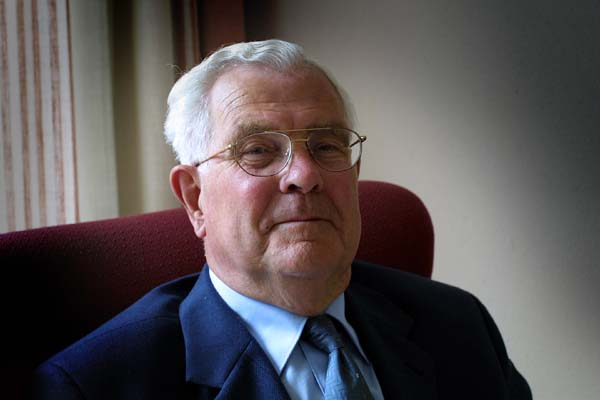
Albertus Frederik Johannes Klijn

Albertus Frederik Johannes Klijn (Doorn, 17 april 1923 – Haren, 30 mei 2012) was een Nederlands theoloog en deskundige op het gebied van het Nieuwe Testament en de vroeg-christelijke literatuur.

## Leven en werk
Klijn studeerde theologie aan de universiteit van Utrecht, waar hij in 1949 promoveerde. In 1951 werd hij hervormd predikant in Heinkenszand. Vier jaar later werd hij wetenschappelijk medewerker aan de Universiteit van Utrecht.
In 1967 werd hij aan de Rijksuniversiteit Groningen tot hoogleraar oudchristelijke letterkunde en uitleg van het Nieuwe Testament benoemd. Klijn werd vooral bekend door zijn boek over het ontstaan van het Nieuwe Testament. Daarnaast publiceerde hij vertalingen in het Nederlands met uitvoerige toelichting van de Apostolische Vaders en van de Apocriefen van het Nieuwe Testament, waardoor deze geschriften toegankelijk werden voor het brede publiek. Verder schreef hij in de reeks De prediking van het Nieuwe Testament commentaren op enkele nieuwtestamentische brieven.